# Gran Premio di Finlandia 1937
Il Gran Premio di Finlandia 1937 è stata la sesta prova non valida per la stagione 1937 del Campionato europeo di automobilismo e quinta edizione del Gran Premio di Finlandia. La gara si è corsa il 9 maggio 1937 nel parco Eläintarha di Helsinki, ed è stata vinta dallo svizzero Hans Ruesch su Alfa Romeo, al suo primo successo nella competizione; Ruesch ha preceduto all'arrivo il finlandese Karl Ebb su Mercedes-Benz e il norvegese Eugen Bjørnstad su ERA.

## Vigilia
Si trattava del più grande evento automobilistico finlandese fino ad allora, con 21 concorrenti stranieri (inclusi i piloti della MC). Per il 1937, il circuito era stato migliorato e allargato in alcuni tratti. Prima di questa gara si sono disputate due gare automobilistiche: una da 10 giri per auto sport in tre classi e una da 25 giri per auto da corsa delle classi "A" e "B", corrispondenti ad auto da corsa "vere" e auto di serie ricostruite. I premi in palio erano 7000, 5000, 3000 e 1500 Fmk nella classe "A" e 3000 e 2000 Fmk nella classe "B".
Ruesch stava girando per l'Europa alla ricerca di facili vittorie in gare minori. Dopo aver partecipato a gare sudafricane e britanniche all'inizio dell'anno, arriva in Finlandia direttamente da Parigi, dove aveva ottenuto una vittoria di classe in una gara a Montlhéry e aveva in programma di proseguire dalla Finlandia a Chimay, in Belgio, per il GP delle Frontiere. Iscrivendosi con la sua Alfa Romeo 8C-35 a sospensioni indipendenti, è diventato subito il favorito indiscusso per il GP di Finlandia. In seguito, l'auto di Ruesch avrebbe avuto il muso bianco (il regolamento sui colori prevedeva che il cofano fosse bianco per le auto svizzere), ma, almeno nel maggio del 1937, l'Alfa dell'elvetico era completamente rossa, a parte il cerchio bianco del radiatore presente sulla maggior parte delle Alfa 8C-35. Invece dell'Alfa Romeo Monza, familiare al pubblico finlandese, Bjørnstad ha iscritto la sua ERA R1A rossa, vincitrice a Torino. Il pilota svedese Helmer Carlsson ha iscritto una Monza verniciata di bianco con una fascia blu-gialla e dotata di doppie ruote posteriori. Stessa vettura iscritta anche da parte del tedesco Herbert Berg. Ebb era pronto a gareggiare ancora una volta con la sua ormai piuttosto datata Mercedes-Benz SSK. Karl-Emil Rolander arriva nella capitale finlandese con la sua Bugatti T35C mentre Arne Sundstedt correrà con la Bugatti T35B del padre. Anche il pilota finlandese Emil Elo ha iscritto una Bugatti. Questo era l'elenco della classe "A". La classe "B", invece, era un vero e proprio duello tra le due Ford Special dei finlandesi Aleksi Patama e Helge Hallman.

### Elenco degli iscritti
| Scuderia               | Costruttore   | Telaio            | Motore                            | Gomme | Nº | Piloti             |
| ---------------------- | ------------- | ----------------- | --------------------------------- | ----- | -- | ------------------ |
| H. Ruesch              | Alfa Romeo    | Alfa Romeo 8C-35  | Alfa Romeo 3.8L I8 Compressore    |       | 11 | Hans Ruesch        |
| H. Berg                | Alfa Romeo    | Alfa Romeo Monza  | Alfa Romeo 2.3L I8 Compressore    |       | 12 | Herbert Berg       |
| A. Patama              | Ford          | Ford Special      | Ford V8 Compressore               |       | 14 | Aleksi Patama      |
| H. Hallman             | Ford          | Ford Special      | Ford V8 Compressore               |       | 15 | Helge Hallman      |
| K. Ebb                 | Mercedes-Benz | Mercedes-Benz SSK | Mercedes-Benz 7.1L I6 Compressore |       | 16 | Karl Ebb           |
| E. Bjørnstad           | ERA           | ERA A             | ERA 1.5L I6 Compressore           |       | 17 | Eugen Bjørnstad    |
| Västerås Racer Kompani | Alfa Romeo    | Alfa Romeo Monza  | Alfa Romeo 2.6L I8 Compressore    |       | 18 | Helmer Carlsson    |
| Västerås Racer Kompani | Bugatti       | Bugatti T35C      | Bugatti 2.0L I8 Compressore       |       | 18 | Helmer Carlsson    |
| E. Elo                 | Bugatti       | Bugatti T35       | Bugatti Compressore               |       | 19 | Emil Elo           |
| K-E. Rolander          | Bugatti       | Bugatti T35C      | Bugatti 2.0L I8 Compressore       |       | 20 | Karl-Emil Rolander |
| A. Sundstedt           | Bugatti       | Bugatti T35B      | Bugatti 2.3L I8 Compressore       |       | 21 | Arne Sundstedt     |

## Prove libere

### Resoconto
Le prove libere del sabato sono iniziate alle 4 del mattino! Nonostante un orario così insolito, circa duemila spettatori sono arrivati in pista. Dopo le qualifiche seguirono le prove libere che si protrassero fino alle 7 del mattino. Come previsto, Ruesch si dimostra il più veloce.
La Monza di Carlsson si è alzata in volo su alcuni sacchi di sabbia mal posizionati nella curva della serra e pochi istanti dopo Rolander si è schiantato con la sua Bugatti contro gli stessi sacchi di sabbia. La Bugatti ribaltandosi ha provocato a Rolander dei graffi sulla mano destra a causa del contatto sull'asfalto. I graffi sono talmente gravi che il medico gli proibisce di prendere parte alla gara. Carlsson, invece, ha registrato dei problemi alla pompa dell'olio della sua Monza: la pressione era scesa drasticamente sul rettilineo così lo svedese decide di spegnere immediatamente il motore. Per motivi di sicurezza, il pilota decide di sostituire i cuscinetti di biella mentre aspettava una nuova pompa dell'olio in consegna espressa direttamente da Stoccolma, ma quando la pompa dell'olio subisce un ritardo alla dogana, Carlsson decide di prendere la Bugatti di Rolander per la gara, in cambio della sua Monza.

### Risultati
Nella sessione del sabato si è avuta questa situazione:
| Pos | Nº | Pilota        | Costruttore   | Tempo | Gap  |
| --- | -- | ------------- | ------------- | ----- | ---- |
| 1   | 11 | Hans Ruesch   | Alfa Romeo    | 13"1  |      |
| 2   | 16 | Karl Ebb      | Mercedes-Benz | 13"6  | +0"5 |
| 3   | 14 | Aleksi Patama | Ford          | 14"5  | +1"4 |

## Qualifiche

### Resoconto
Le qualifiche si sono svolte con partenza da fermo per le vetture sport sui 400 metri, seguita dalla qualificazione analoga per tre vetture da corsa. Il primo a partire è stato Ebb con un tempo di 13,6 secondi, seguito da Ruesch con 13,1 secondi e Patama con 14,5 secondi. Poi il trio ha fatto un altro tentativo: Ebb ha migliorato il suo tempo a 13,3 secondi e Ruesch a 12,5 secondi, mentre Patama ha fatto un'altra partenza di 14,5 secondi. Le qualifiche sono proseguite poi con Bjørnstad (13.0/13.3), Carlsson (13.2/13.3), Arne Sundstedt (13.4/14.2), Rolander (14.3/14.5), Hallman (15.2/15.3) ed Elo (16.6/17.8). Herbert Berg con la sua Monza non ha preso il via a causa di problemi al motore.

### Risultati
Nella sessione di qualifica si è avuta questa situazione:
| Pos | Nº | Pilota             | Costruttore   | Tempo | Griglia |
| --- | -- | ------------------ | ------------- | ----- | ------- |
| 1   | 11 | Hans Ruesch        | Alfa Romeo    | 12"5  | 1       |
| 2   | 17 | Eugen Bjørnstad    | ERA           | 13"0  | 2       |
| 3   | 18 | Helmer Carlsson    | Bugatti       | 13"2  | 4       |
| 4   | 16 | Karl Ebb           | Mercedes-Benz | 13"3  | 3       |
| 5   | 21 | Arne Sundstedt     | Bugatti       | 13"4  | 6       |
| 6   | 20 | Karl-Emil Rolander | Bugatti       | 14"3  | 5       |
| 7   | 14 | Aleksi Patama      | Ford          | 14"5  | 7       |
| 8   | 15 | Helge Hallman      | Ford          | 15"2  | 8       |
| 9   | 15 | Emil Elo           | Bugatti       | 16"6  | 9       |

## Gara

### Griglia di partenza
Posizionamento dei piloti alla partenza della gara.
| Prima fila   | 2 Pos.                  | 1 Pos.                 |
| ------------ | ----------------------- | ---------------------- |
|              | Eugen Bjørnstad ERA     | Hans Ruesch Alfa Romeo |
| Seconda fila | 4 Pos.                  | 3 Pos.                 |
|              | Helmer Carlsson Bugatti | Karl Ebb Mercedes-Benz |
| Terza fila   | 6 Pos.                  | 5 Pos.                 |
|              | Arne Sundstedt Bugatti  | *                      |
| Quarta fila  | 8 Pos.                  | 7 Pos.                 |
|              | Helge Hallman Ford      | Aleksi Patama Ford     |
| Quinta fila  |                         | 9 Pos.                 |
|              |                         | Emil Elo Bugatti       |

### Resoconto
La Festa della Mamma è arrivata con un tempo splendido e soleggiato e un'enorme folla di spettatori si è riversata lungo le strade del parco, creando, come scrisse un giornale locale, "lunghi serpenti neri". Il numero ufficiale di biglietti venduti era di 35.553 e il totale complessivo si aggirava probabilmente sui 40.000. L'evento è iniziato alle 13:00 con la prima delle gare motociclistiche. Dopo la vittoria del tedesco Ewald Kluge nella classe piccola e dello svedese Ragnar Sunnqvist in quella grande, è stato il momento di una breve gara di 10 giri per auto sportive, dove il tedesco Roth, alla guida di una BMW, ha dominato. Poi finalmente è arrivato il momento della gara automobilistica.
Ruesch scatta dalla pole position seguito da Bjørnstad, Ebb, Patama, Carlsson, Sundstedt, Hallman ed Elo. L'ordine rimane invariato per i primi sei giri con l'elvetico che completa il primo giro in 1'13" e dopo il secondo giro era già distaccato di 4 secondi da Bjørnstad, il cui meccanico aveva lavorato sul motore ERA per tutta la notte senza riuscire a farlo funzionare correttamente. Dietro di lui, a due secondi di distacco, c'era il filandese Ebb. Dopo tre giri, Ruesch è in testa con sette secondi di vantaggio, mentre Ebb ora ha recupearato sul pilota norvegese.
Ebb ha tentato più volte, senza successo, di superare Bjørnstad, che stava chiaramente bloccando la pista e col rischio di ricevere un avvertimento, quando il pilota finlandese della Mercedes-Benz è finalmente riuscito a superarlo al settimo giro. Ruesch aveva già accumulato un ampio distacco ed era già chiaro che non avrebbe avuto una vera opposizione da parte del resto del gruppo, trasformando la gara così in un evento piuttosto monotono.
Da qualche parte prima del 15° giro Carlsson ha superato la Ford di Patama, piazzandosi al quarto posto. Al 14° giro Ruesch era già pronto a superare Bjørnstad, terzo in classifica, con un giro di ritardo, ma il norvegese ha mantenuto la sua ERA al centro della pista e non è riuscito a dargli spazio, rallentando il ritmo di Ruesch di 4 secondi al giro.
Poiché i portabandiera non hanno fatto il loro lavoro, ci è voluto fino al 16° giro prima che Bjørnstad si sia reso conto di avere il leader alle spalle. Sul rettilineo principale si è spostato lateralmente per dare spazio e un Ruesch che scuoteva il pugno lo supera, continuando a girare in 1'06"-1'07", Ebb in 1'08"-1'09", mentre i giri di Bjørnstad si aggiravano intorno a 1'10"-1'12".
Senza difficoltà, Ruesch ha proseguito verso quella che in seguito ha definito "una vittoria facile". Ha aggiunto di essere rimasto impressionato dal numero di spettatori e dall'entusiasmo e che, naturalmente, avrebbe potuto andare più veloce se necessario. Ebb è arrivato secondo, l'unico pilota a concludere nello stesso giro di Ruesch. Un Bjørnstad in difficoltà è arrivato terzo e Helmer Carlsson quarto. Patama, che ha affermato che la sua Ford non era mai stata in condizioni migliori, si è aggiudicato con entusiasmo la classe "B".

### Risultati
Risultati finali della gara.
| Pos | Nº | Pilota             | Costruttore   | Giri | Tempo/Ritiro                     | Griglia |
| --- | -- | ------------------ | ------------- | ---- | -------------------------------- | ------- |
| 1   | 11 | Hans Ruesch        | Alfa Romeo    | 25   | 27'53"7                          | 1       |
| 2   | 16 | Karl Ebb           | Mercedes-Benz | 25   | +47"5                            | 4       |
| 3   | 17 | Eugen Bjørnstad    | ERA           | 25   | +1'37"7                          | 2       |
| 4   | 18 | Helmer Carlsson    | Bugatti       | 25   | +1'46"3                          | 3       |
| 5   | 14 | Aleksi Patama      | Ford          | 25   | +2'16"6                          | 7       |
| 6   | 21 | Arne Sundstedt     | Bugatti       | 25   | +2'45"9                          | 5       |
| 7   | 15 | Helge Hallman      | Ford          | 25   | +4'32"5                          | 8       |
| ?   | 19 | Emil Elo           | Bugatti       | ?    |                                  | 9       |
| NP  | 12 | Herbert Berg       | Alfa Romeo    | 0    | Motore                           | -       |
| NP  | 18 | Helmer Carlsson    | Alfa Romeo    | 0    | Pompa dell'olio                  | -       |
| NP  | 20 | Karl-Emil Rolander | Bugatti       | 0    | Infortunio durante le qualifiche | -       |